# 다가와이타역
다가와이타역(일본어: 田川伊田駅)은 일본 후쿠오카현 다가와시에 위치한 규슈 여객철도, 헤이세이 지쿠호 철도 소속 철도역이며, 규슈 여객철도의 히타히코산 선의 정차역이며, 헤이세이 치쿠호 철도의 이타 선, 다가와 선의 종착역이다.
헤이세이 지쿠호 철도의 역에 대해서는 편의점 MrMax를 운영하는 주식회사 미스터 맥스가 네이밍 권리를 취득해, 2009년 4월 1일부터 애칭 첨부의 역명이 MrMax 다가와이타 역이 되고 있다.

## 역 구조
섬식 승강장 2면 4선을 가지는 지상역. 역 서점 쪽 플랫폼(1·2번 선)은 헤이세이 치쿠호 철도가 사용하고, 그리고 한편의 플랫폼(3·4번 선)은 규슈 여객철도가 사용한다. 양자의 선로는 연결되어 있다. 개찰구는 따로 따로 설치되어 있어 플랫폼에는 지하 통로를 지나고 간다. 역 구내에는 헤이세이 치쿠호 철도 이타 선 · 다가와 선의 플랫폼이 있으며, 규슈 여객철도의 역은 규슈 교통 기획이 역 업무를 실시하는 업무 위탁역이므로 발권 창구가 설치되어 있다.

## 역 주변
- 후쿠오카 현립 대학
- 다가와 시 석탄 기념 공원
- 다가와 시 석탄 · 역사 박물관
- 이타마치 상점가

## 인접 역
| 히타히코산 선                  | 히타히코산 선   | 히타히코산 선            |
| ------------------------------ | --------------- | ------------------------ |
| 잇폰마쓰 조노 방면             | ■ 히타히코산 선 | 다가와고토지 요아케 방면 |
| 헤이세이 지쿠호 철도 다가와 선 |                 |                          |
| 가미이타 유쿠하시 방면         | ■ 다가와 선     | 시·종착역                |
| 헤이세이 지쿠호 철도 이타 선   |                 |                          |
| 시모이타 노가타 방면           | ■ 이타 선       | 시·종착역                |